# Кнорре, Ксения Вадимовна
Ксе́ния Вади́мовна Кно́рре (род. 3 декабря 1953, Москва) — российская пианистка, профессор Московской государственной консерватории им. П. И. Чайковского. Заслуженный артист Российской Федерации (2006).

## Биография
Мать, Вера Горностаева — профессор Московской государственной консерватории им. П. И. Чайковского. Отец, Вадим Георгиевич Сабинин-Кнорре (1929—2014) — физик, поэт. Дед — учёный Георгий Кнорре.
В 1972 году окончила Центральную музыкальную школу (класс А. С. Сумбатян), в 1978 году — Московскую консерваторию (класс Бориса Яковлевича Землянского), в 1983 году — ассистентуру-стажировку (руководитель — Самвел Алумян).
В 1979—1982 годах работала концертмейстером в Московской консерватории. В 1981—2001 годах вела класс общего фортепиано в Московской консерватории, с 1995 года — доцент, с 2007 года — профессор кафедры специального фортепиано под руководством профессора В. В. Горностаевой.
Была женой скрипача Гидона Кремера, в этом браке родила дочь Лику Кремер. Замужем за литовским пианистом Пятрасом Генюшасом, их сын — Лукас Генюшас, пианист, лауреат II премии XV конкурса Чайковского (2015).